# Silke Pielen
Silke Pielen (n. 29 august 1955, Nordhorn, Republica Federală Germania, Germania) este o înotătoare germană, medaliată olimpică. A participat la o ediție a Jocurilor Olimpice (1972) în care a câștigat o medalie de bronz.

## Participări
Lista de mai jos prezintă principalele competiții la care a participat Silke Pielen de-a lungul carierei.
- swimming at the 1972 Summer Olympics – women's 4 × 100 metre medley relay[*]